# Indice d'iode

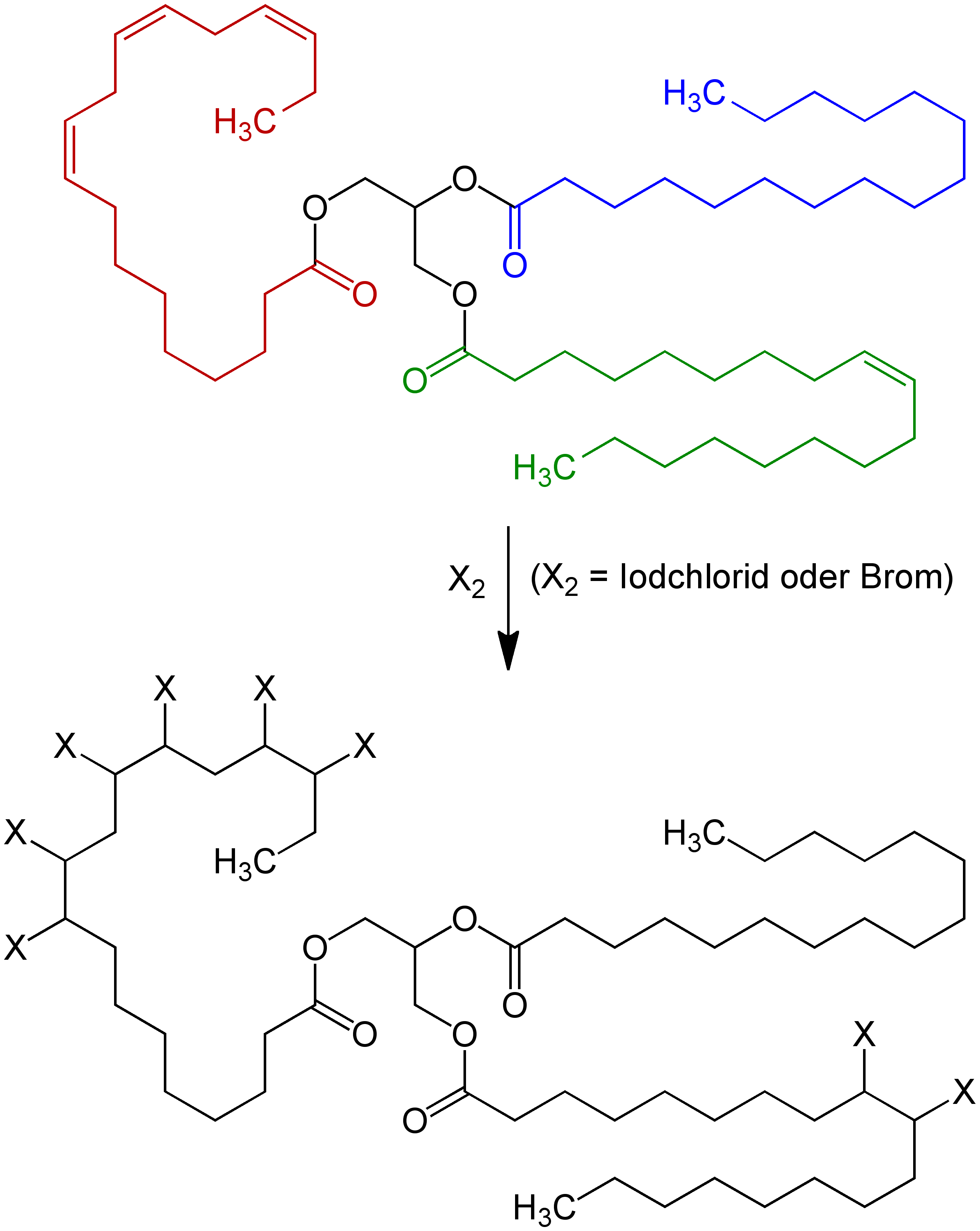
Comme on peut le constater sur cette image, l'iode (le X) se fixe sur les doubles liaisons.

L'indice d'iode d'un lipide est la masse de diiode (I2), exprimée en grammes, capable de se fixer sur les insaturations (doubles liaisons le plus souvent) des acides gras contenus dans cent grammes de matière grasse.
L'indice d'iode d'un acide gras saturé est nul.
Si la masse molaire de l'acide gras (déterminée par son indice d'acide) et son indice d'iode sont connus, le nombre de doubles liaisons peut être déterminé.
Expérimentalement, l'indice d'iode peut être déterminé par la méthode de Wijs.
L'indice d'iode peut être déterminé suivant la norme NF EN ISO 3961.

## Liste partielle
| Coprah      | 5-9     |
| Palmiste    | 12-19   |
| Palme       | 45-58   |
| Olive       | 75-94   |
| Arachide    | 90-98   |
| Colza       | 97-107  |
| Maïs        | 110-128 |
| Tournesol   | 120-136 |
| Soja        | 125-138 |
| Noix        | 135-160 |
| Lin cultivé | 170-202 |

| Beurre       | 30-45   |
| Suif de bœuf | 42-48   |
| Saindoux     | 52-68   |
| Hareng       | 135-140 |
| Sardine      | 170-190 |
| Baleine      | 105-120 |